# Ricuera de Clastres
Ricuera de Clastres (Vermand, siglo XII-Laon, 19 de octubre de 1136) fue una religiosa francesa, la primera monja premonstratense y cofundadora de la rama femenina de la Orden fundada por Norberto de Xanten. En la orden se la considera beata, aunque su culto no ha sido confirmado por la Iglesia.

## Biografía
Ricuera nació en la década de 1000 en Vermand, departamento de Aisne, región de Picardía, al norte de Francia. Se casó con el conde Raimundo de Clastres. En 1120, tras de la muerte de su marido, Ricuera decidió ingresar en la Abadía de Prémontré de la Orden de Canónigos Premonstratenses, siendo una de las primeras discípulas de Norberto de Xanten. En 1121 recibió el velo del fundador. Su ejemplo fue seguido por mujeres de otras familias nobles de Francia y Alemania, con las cuales dio inicio a la rama femenina de la Orden.
En sus orígenes las monjas de la Orden Premonstratense estaban sujetas al Abad general de la Orden y sus monasterios eran mixtos, compuestos por hombres y mujeres, aunque estas vivían en un lugar reservado para ellas. Fue a partir de 1945 cuando se dividieron en dos ramas independientes. La rama femenina considera a Ricuera como su cofundadora.
Ricuera murió el 19 de octubre de 1136 y fue enterrada en el cementerio de los pobres de Laon.

## Culto
Como muchos personajes de las órdenes antiguas, Ricuera ha recibido culto dentro de su Orden religiosa como beata, si bien, no se encuentra confirmado por la Iglesia universal. Los premonstratenses celebran su memoria el 29 de noviembre.